# Komórka Merkla
Komórka Merkla – wyspecjalizowana komórka naskórka odbierająca u kręgowców bodźce czuciowe (receptor dotyku). Uważa się, że komórki Merkla stanowią punkt wyjścia raka neuroendokrynnego skóry (MCC).

## Historia
Komórki te zostały nazwane w 1878 przez Roberta Bonneta na cześć XIX-wiecznego niemieckiego anatoma Friedricha Siegmunda Merkla, który w roku 1875 pierwszy w pełni je opisał.

## Lokalizacja
Komórki Merkla występują w skórze i w warstwie rozrodczej śluzówki wszystkich kręgowców. U ssaków występują w postaci jasnych komórek, przeciętnie o średnicy 10 µm, zlokalizowanych w warstwie podstawnej naskórka, gdzie najczęściej łączą się z zakończeniami wolnoadaptujących się czuciowych włókien nerwowych (SA1).

## Funkcja
Friedrich Merkel określił te komórki mianem Tastzellen czyli komórek dotyku. Wyniki doświadczenia przeprowadzanego w 2009 roku na myszach, u których ekspresja określonych genów została wyłączona (tzw. knockout), potwierdziły ich rolę w przekazywaniu bodźców czuciowych dotyczących wrażeń związanym z postrzeganiem przestrzennym.
Komórki Merkla są zaliczane do komórek serii APUD z powodu funkcji neuroendokrynnej.

## Pochodzenie rozwojowe
Dyskusja o pochodzeniu komórek Merkla trwa ponad 20 lat. Wyniki badań przeszczepionej skóry u ptaków wskazywały na pochodzenie komórek Merkla z grzebienia nerwowego (neuroektoderma), jednak badania przeprowadzone u ssaków sugerują obecnie pochodzenie naskórkowe (ektoderma).